# Josh Dunne
Joshua "Josh" Dunne, född 8 december 1998, är en amerikansk professionell ishockeyforward som är kontrakterad till Columbus Blue Jackets i National Hockey League (NHL) och spelar för Cleveland Monsters i American Hockey League (AHL). Han har tidigare spelat för Clarkson Golden Knights i National Collegiate Athletic Association (NCAA) och Green Bay Gamblers i United States Hockey League (USHL).
Dunne blev aldrig NHL-draftad.

## Statistik
| 2013–2014   | St. Louis AAA Blues     | T1EHL       | 37  | 12 | 13 | 25 | 34 | — | — | — | — | — |
| 2014–2015   | St. Louis AAA Blues     | T1EHL       | 29  | 3  | 16 | 25 | 37 | 4 | 1 | 2 | 3 | 4 |
|             | Green Bay Gamblers      | USHL        | 4   | 0  | 1  | 1  | 2  | — | — | — | — | — |
| 2015–2016   | Green Bay Gamblers      | USHL        | 21  | 3  | 4  | 7  | 22 | 4 | 0 | 0 | 0 | 2 |
| 2016–2017   | Green Bay Gamblers      | USHL        | 55  | 10 | 8  | 18 | 49 | — | — | — | — | — |
| 2017–2018   | Green Bay Gamblers      | USHL        | 60  | 21 | 27 | 48 | 18 | 2 | 0 | 0 | 0 | 0 |
| 2018–2019   | Clarkson Golden Knights | NCAA        | 32  | 14 | 9  | 23 | 14 | — | — | — | — | — |
| 2019–2020   | Clarkson Golden Knights | NCAA        | 32  | 13 | 14 | 27 | 30 | — | — | — | — | — |
| 2020–2021   | Columbus Blue Jackets   | NHL         | 1   | 0  | 0  | 0  | 0  | — | — | — | — | — |
|             | Clarkson Golden Knights | NCAA        | 14  | 2  | 3  | 5  | 26 | — | — | — | — | — |
|             | Cleveland Monsters      | AHL         | 7   | 2  | 1  | 3  | 6  | — | — | — | — | — |
| NHL totalt  | NHL totalt              | NHL totalt  | 1   | 0  | 0  | 0  | 0  | — | — | — | — | — |
| NCAA totalt | NCAA totalt             | NCAA totalt | 78  | 29 | 26 | 55 | 70 | — | — | — | — | — |
| USHL totalt | USHL totalt             | USHL totalt | 140 | 34 | 40 | 74 | 91 | 6 | 0 | 0 | 0 | 2 |